# Satow

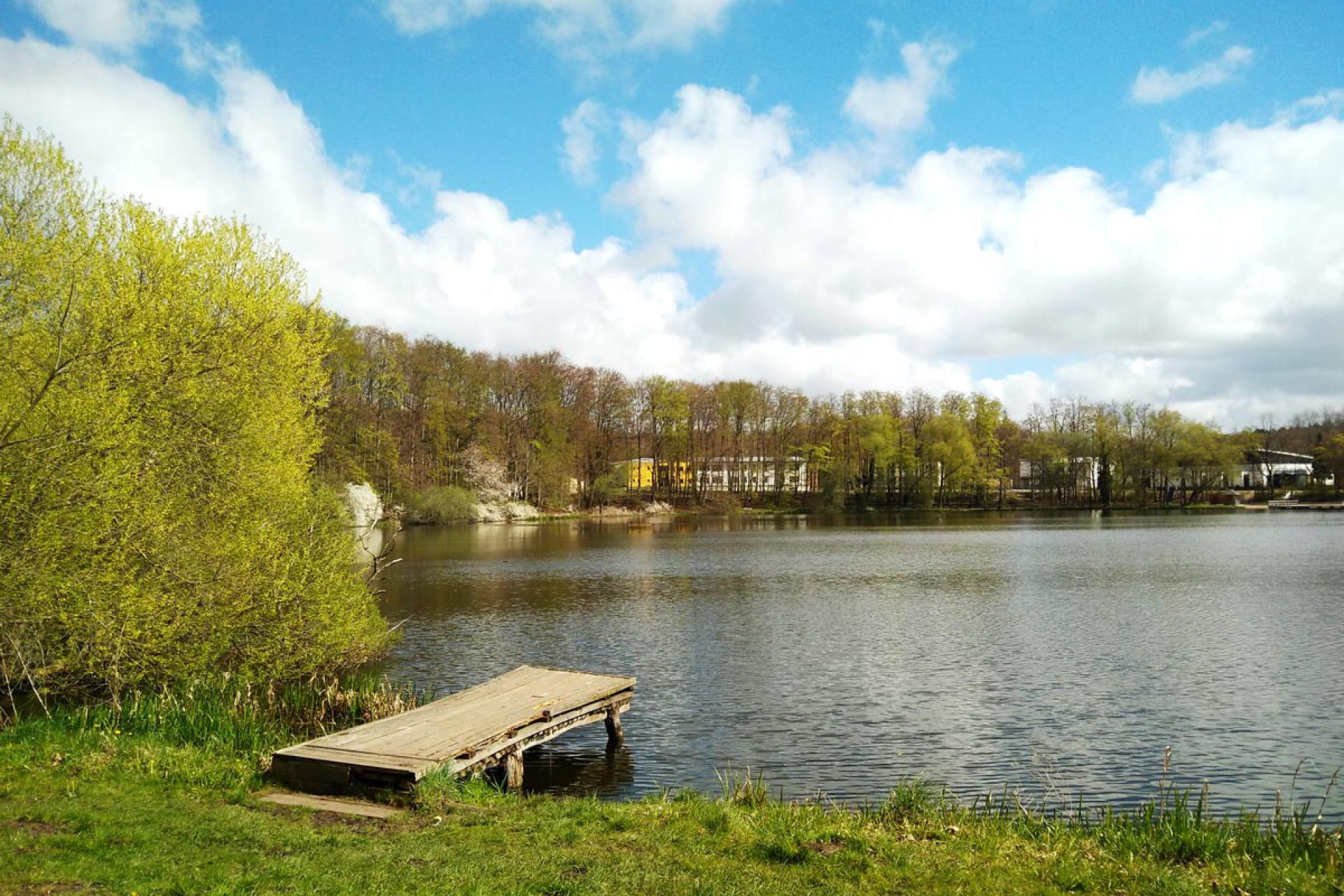
Satower See

Satow ist eine amtsfreie Gemeinde im Landkreis Rostock im Bundesland Mecklenburg-Vorpommern (Deutschland).
Der Kernort Satow bildet für seine Umgebung ein Grundzentrum.

## Geografie

### Geografische Lage
Die Gemeinde Satow liegt etwa 20 Kilometer südwestlich der Hansestadt Rostock am Satower See in einem zum Teil hügeligen Gebiet (Krähenberg nahe dem Ortsteil Rosenhagen 110 m ü. NHN). Sie umfasst ein Gebiet von 119 km².

### Gemeindegliederung
Zu Satow gehören folgende Ortsteile und Orte:
- Bölkow (mit den Orten Groß Bölkow, Hohen Luckow, Klein Bölkow, Matersen)[4]
- Hanstorf (mit den Orten Anna-Luisenhof, Clausdorf, Gorow, Hanstorf, Hastorf, Konow)[5]
- Heiligenhagen
- Radegast (mit den Orten Berendshagen, Dolglas, Miekenhagen, Pustohl, Radegast, Sophienholz, Steinhagen)[6]
- Reinshagen (mit dem Ort Püschow)[7]
- Satow (mit den Orten Gerdshagen, Groß Nienhagen, Horst, Lüningshagen, Rederank, Rosenhagen, Satow)[8]

## Geschichte

### Satow
1219 schenkte Fürst Borwin I. dem westfälischen Kloster Amelungsborn das Gut Satow. Die Zisterziensermönche errichteten 1219 bis 1224 eine Kirche in Übergangsstil zwischen Romanik und Gotik. Im 19. Jahrhundert war sie so baufällig geworden, dass eine neue, neogotische Dorfkirche Satow auf dem Kirchberg errichtet wurde. Die alte Kirche, deren Abriss der Großherzog gestoppt hatte, wurde zur Ruine. Aus dem alten Friedhof ist ein parkähnliches Gelände geworden.
Satow wurde nach 1990 zu einem Zentrum und Treffpunkt der nach Mecklenburg ausgesiedelten Karpatendeutschen aus der Slowakei. Es gibt in Satow einen größeren Ortsverband der Karpatendeutschen Landsmannschaft Slowakei.
Von 1952 bis 2011 gehörten Satow und seine heutigen Ortsteile zum Kreis Bad Doberan (bis 1990 im DDR-Bezirk Rostock, 1990–2011 im Land Mecklenburg-Vorpommern). Seit 2011 liegt die Gemeinde im Landkreis Rostock.

### Orte der Gemeinde
Gerdshagen wurde 1224 erstmals urkundlich erwähnt. Es war ein Dorf, das durch Waldrodungen entstand, deshalb die Endsilbe Hagen. Das Gut Gerdshagen war u. a. im Besitz der Familien von Rehschinkel, der Oertzen (1459–1660, 1695–1772) und zuletzt von Otto Wiskott (1906–1945). Danach wurde es aufgesiedelt. Das Gutshaus wurde um 1900 im neogotischen Stil umgebaut, diente nach 1945 verschiedensten Zwecken, wurde 1998 privatisiert und dann saniert.
Gorow wurde als slawischer Ort erstmals 1340 als Axekowsches Gut erwähnt und war danach über Jahrhunderte Adels- und Rittersitz, unter anderem von 1506 bis 1767 der Familie von Oertzen-Leppin, darunter der der dänische Oberst Dethlof von Oertzen (1635–1677). Sein Urenkel Claus Dethloff von Oertzen (1736–1822) sah sich am 17. Juni 1767 gezwungen, das Allodialgut an seinen Verwandten, den  Braunschweiger Kammerherrn und sachsen-lauenburgischen Hofmeister Dethloff von Bülow (1717–1795), zu veräußern. In der Folge nahm die Familie von Bülow das Gut in ihren Besitz. Der noch teilweise erhaltene Wallgraben deutet auf die einstige Existenz eines festen Hauses hin. Das erhaltene Gutshaus von 1882 im Stil einer Villa der Gründerzeit wurde 1916 von Marian Rudolf von Bülow verkauft. Der Besitz ging um 1925 an die Familie des Architekten Rudolf Schnütgen. 1945 kam es nach dem Zweiten Weltkrieg zur Bodenreform und der Gutsherr wurde enteignet.
Hanstorf wurde 1270 erstmals als Johannestorpe urkundlich erwähnt. Das Gut befand sich 1617 im Besitz des Hans Barner, 1738 kam es an Christoph von Lowtzow. Später erwarb die großherzogliche Kammer das Gut, die Domäne wurde bis 1939 verpachtet. Das Gutshaus wurde um 1825 erbaut, es befindet sich heute in Privateigentum; der ehemalige Gutspark ist zersiedelt. Die Dorfkirche Hanstorf ist ein bemerkenswertes Baudenkmal.
Matersen gehörte nach dem 6. Oktober 1326 mit seinen Einkünften und der Mühle nach Verleihung durch Fürst Heinrich zu Mecklenburg teilweise zum Besitz des Klosters Dobbertin. 1583 kam es zum Tausch mit dem Kloster Sonnenkamp gegen die Dörfer Schlowe und Nepersmühlen. Diese Matersener Flächen wurden später säkularisiert und es bildete sich ein fiskalischer Bisitz heraus. Pächter jener Domäne war W. Grupe.
Miekenhagen wurde 1224 erstmals urkundlich genannt. Das Dorf gehörte bis 1582 zum Gut Siemen und dann zum Gut Gerdshagen. Gutsbesitzer war danach u. a. die Familie Mutzenbecher (Familie) (bis 1903).
Pustohl befand sich 1464 im Besitz der Familie Bibow. Danach fand ein häufiger Besitzerwechsel des Gutes statt. 1861 war Karl Bobsin und 1893 Familie Heydemann Eigentümer des Gutes. Das Gutshaus wurde 1868 erbaut.
Radegast war als Gut u. a. im Besitz der Familien von Plessen (ab 1703), von Lepel (ab 1742) und von Restorff (ab 1809). Die Familie bildete genealogisch eine eigene Familienlinie, ein Haus Radegast heraus. Sie begann mit dem Landdrost Adolf sen. von Restorff (1799–1843) und geht über dessen jüngeren Sohn Friedrich von Restorff (1836–1913) auf Radegast und Teil Steinhagen weiter. Hans-Ulrich von Restorff veräußerte dann das Gut und lebte mit seiner Frau Luise von Plessen noch nach 1955 in Doberan. Gut radegast war zuletzt im Besitz des Edmund Sellschopp (1889–1945), einer der fünf Hauptdirektoren des Mecklenburgischen Ritterschaftlichen Kreditvereins mit Sitz in Rostock. Das Gut Berendshagen bei Radegast war bis 1618 Sitz der Familie von Bibow, im 19. Jahrhundert saß das freiherrliche Geschlecht von Stenglin auf Berendshagen.
Rederank: Gut u. a. der Familien von Bülow (16. Jh.), von Preen (1622–1800), Friedrich von Oeynhausen, Graf von Oeynhausen (bis 1810), Erichson (1812–1867), Eggerß (bis 1887), Alexander (bis 1901) und Strack (bis 1945), danach aufgesiedelt. Das Gutshaus (Herrenhaus) stammt von 1892; 1998 von der Gemeinde verkauft und dann saniert.
Rosenhagen wurde 1224 als eines von vier Hagendörfern urkundlich erwähnt (hag = eingehegt von Hecken). Gutsbesitzer war ab 1802 Peter von Restorff. Das Gutshaus entstand 1836 nach Plänen von Carl Theodor Severin; nach 1945 Wohn- und Dorfgemeinschaftshaus, Konsumladen, nach 1994 saniert.
Steinhagen: Gutsbesitzer war die weit verzweigte Familie von Liebeherr. 1731 erhielt diese in Wien den Reichsadelsstand  und kommt zunächst in den Besitz von Gut Schaltkow. Für Steinhagen stiftete das Adelsgeschlecht nachfolgend einen Familienfideikommiss und beginnt mit dem Distriktoberst Wilhelm Friedrich Karl von Liebeherr (1769–1842) eine längere Tradition vor Ort. Sein jüngster Sohn ist der Verwaltungsjurist und Richters Maximilian von Liebeherr. Erbe wurde sein Sohn Theodor von Liebeherr-Steinhagen (1810–1869), Klosterhauptmann zu Dobbertin und verheiratet mit Ulrike von Levetzow. Deren Sohn Ulrich von Liebeherr war mecklenburgischer Major und besaß in Steinhagen 392 ha, das Gut wurde teils verpachtet. Auch der Generalmajor Rudolf von Liebeherr stammt aus Steinhagen. Das zweigeschossige Gutshaus ist nicht mehr vorhanden. Das Allodialgut hatte Anfang des 20. Jahrhunderts immer noch einen Umfang von 393 ha, davon 9 ha Waldbesitz.

### Eingemeindungen
Am 1. Juli 1950 wurden Miekenhagen und Rederank eingemeindet.
Die Gemeinden Bölkow, Hanstorf, Heiligenhagen, Radegast, Reinshagen und Satow aus dem ehemaligen Amt Satow wurden am 1. Juli 2003 zur amtsfreien Gemeinde Satow zusammengefasst.

## Bevölkerung
| Jahr | Einwohner |
| ---- | --------- |
| 1990 | 2060      |
| 1995 | 1974      |
| 2000 | 1958      |
| 2005 | 5929      |
| 2010 | 5601      |
| 2015 | 5516      |

| Jahr | Einwohner |
| ---- | --------- |
| 2020 | 6018      |
| 2021 | 5965      |
| 2022 | 6079      |
| 2023 | 6146      |

 Stand: 31. Dezember des jeweiligen Jahres
Der starke Anstieg der Einwohnerzahl 2005 ist auf den Zusammenschluss von sechs Orten zur Gemeinde Satow im Jahr 2003 zurückzuführen.

## Politik

### Gemeindevertretung
Die Gemeindevertretung von Satow besteht aus 17 Mitgliedern. Die Kommunalwahl am 9. Juni 2024 führte bei einer Wahlbeteiligung von 69,1 % zu folgendem Ergebnis:
| Partei / Wählergruppe        | Stimmenanteil 2019 | Sitze 2019 |  | Stimmenanteil 2024 | Sitze 2024 |
| ---------------------------- | ------------------ | ---------- |  | ------------------ | ---------- |
| CDU                          | 26,8 %             | 4          |  | 23,9 %             | 5          |
| Bündnis Gemeinde Satow (BGS) | –                  | –          |  | 23,2 %             | 4          |
| AfD                          | –                  | –          |  | 18,3 %             | 1          |
| Freie Wähler                 | 18,6 %             | 3          |  | 11,8 %             | 2          |
| FDP                          | 15,3 %             | 3          |  | 11,1 %             | 2          |
| Die Linke                    | 11,1 %             | 2          |  | 06,3 %             | 1          |
| Bündnis 90/Die Grünen        | 04,8 %             | 1          |  | 02,8 %             | 1          |
| Die Heimat (NPD)             | 03,9 %             | 1          |  | 02,6 %             | 1          |
| SPD                          | 15,4 %             | 3          |  | –                  | –          |
| Einzelbewerber               | 04,0 %             | –          |  | –                  | –          |
| Insgesamt                    | 100 %              | 17         |  | 100 %              | 17         |

Bei der Wahl 2024 entfielen auf die AfD drei Sitze. Da sie nur einen Kandidaten aufgestellt hatte, bleiben in der Gemeindevertretung zwei Sitze unbesetzt.

### Bürgermeister
- 2003–2009: Elfie Krüger[25]
- 2010–2023: Matthias Drese (SPD)[26]
- seit 2024: Bettina de Oliveira-Arndt (CDU)

Bei der Bürgermeisterstichwahl am 24. September 2023 setzte sich Bettina de Oliveira-Arndt (CDU) mit 74,7 % der gültigen Stimmen gegen den bisherigen Amtsinhaber durch. Die Wahlbeteiligung lag bei 46,9 %. Ihre Amtsperiode beträgt sieben Jahre.

### Wappen
| Wappen von Satow | Blasonierung: „Unter goldenem Schildhaupt, darin balkenweise sieben grüne Eicheln; gespalten von Rot und Silber; vorn ein ausgerissener silberner Apfelbaum mit drei Früchten; hinten ein schreitender roter Mönch.“ |
| Wappen von Satow | Das Wappen wurde von der Krempinerin Heidrun Schmied gestaltet. Es wurde am 26. Juni 1998 durch das Innenministerium genehmigt und unter der Nr. 165 der Wappenrolle von Mecklenburg-Vorpommern registriert.         |

### Gemeindepartnerschaften
Partnergemeinden von Satow sind Fleckeby in Schleswig-Holstein und Horná Štubňa in der Slowakei.
Seit 1990 ist Bilsen in Schleswig-Holstein Partnergemeinde des Ortsteils Bölkow.

## Sehenswürdigkeiten und Kultur

### Bauwerke
- Dorfkirche Berendshagen (spätgotisch)
- Dorfkirche Hanstorf  (gotisch) aus dem 13./14. Jahrhundert
- Dorfkirche Heiligenhagen (gotisch) von um 1300 mit Holzturm von 1692
- Dorfkirche Hohen Luckow (gotisch), Kirchenschiff wohl aus dem 14. Jahrhundert, jüngerer Chor, nach Brand von 1934 stark erneuert
- Kirche in Satow (Backsteinkirche der Neugotik) von 1864 bis 1867 von Theodor Krüger
- Kirchenruine der frühgotischen Feldsteinkirche in Satow
- Gutshäuser in Gerdshagen (19. Jahrhundert), Gorow, Konow, Hohen Luckow (1707), Rederank, Reinshagen und Rosenhagen

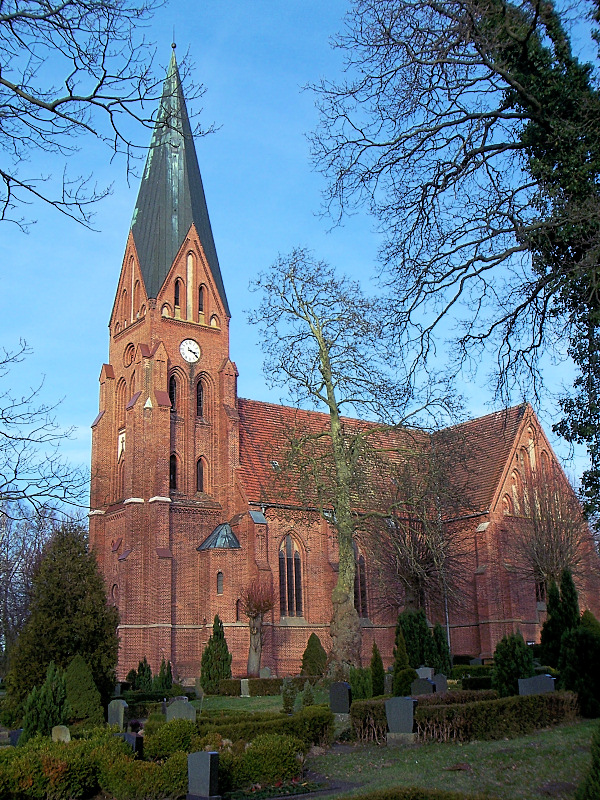
Kirche Satow
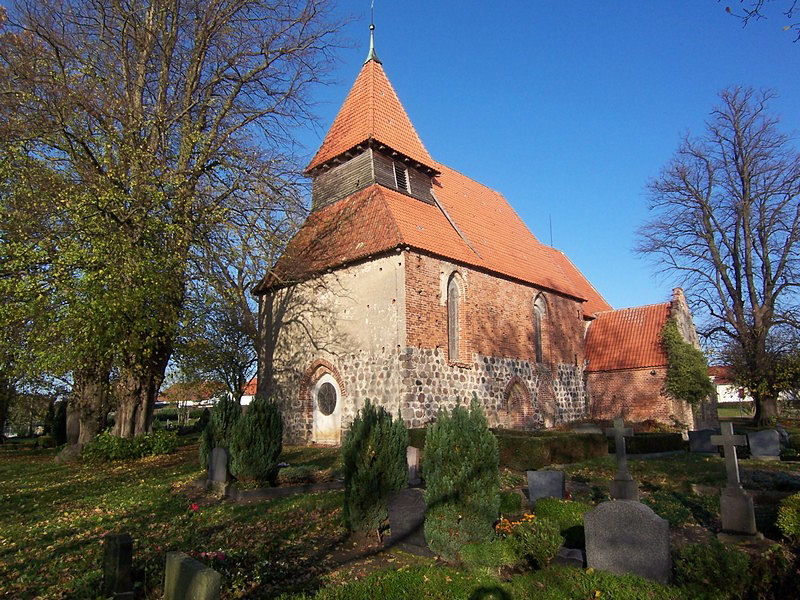
Dorfkirche Hanstorf
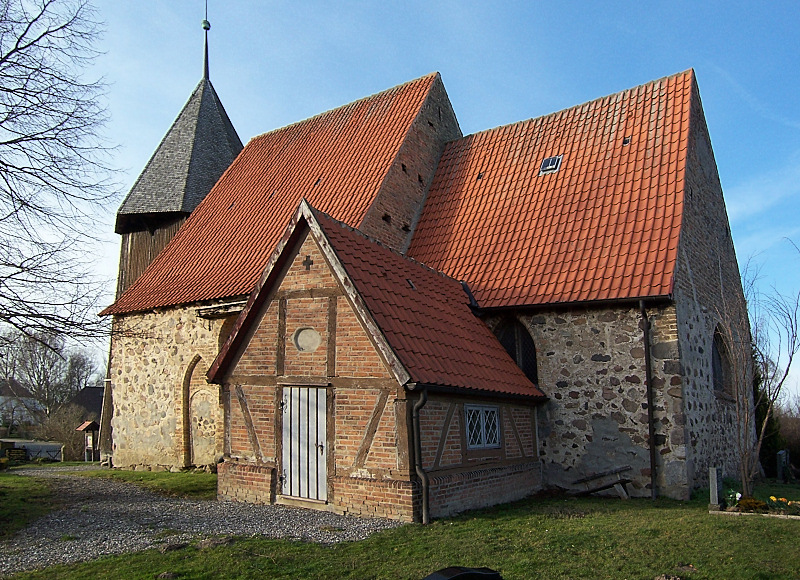
Dorfkirche Heiligenhagen
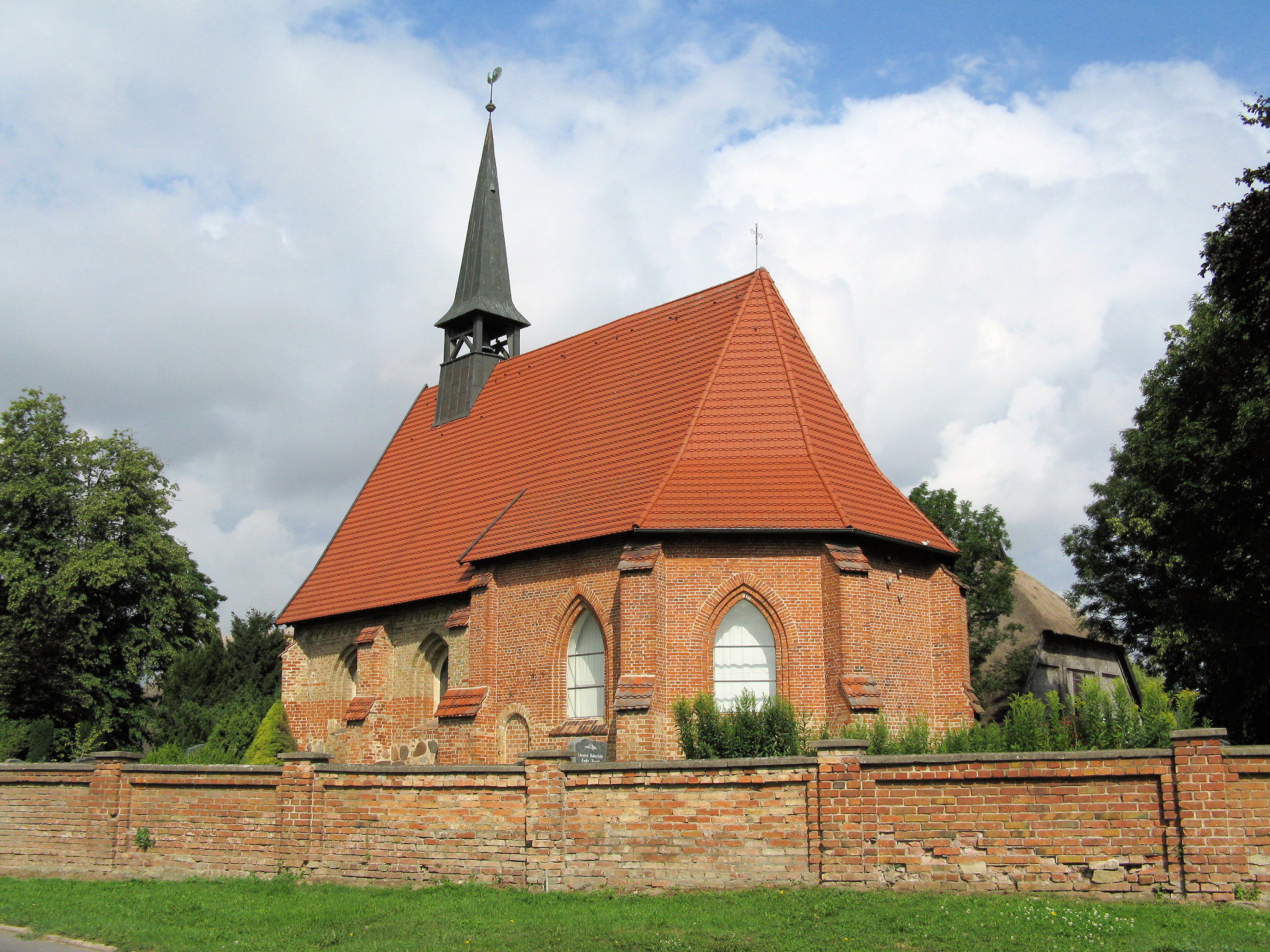
Dorfkirche Hohen Luckow
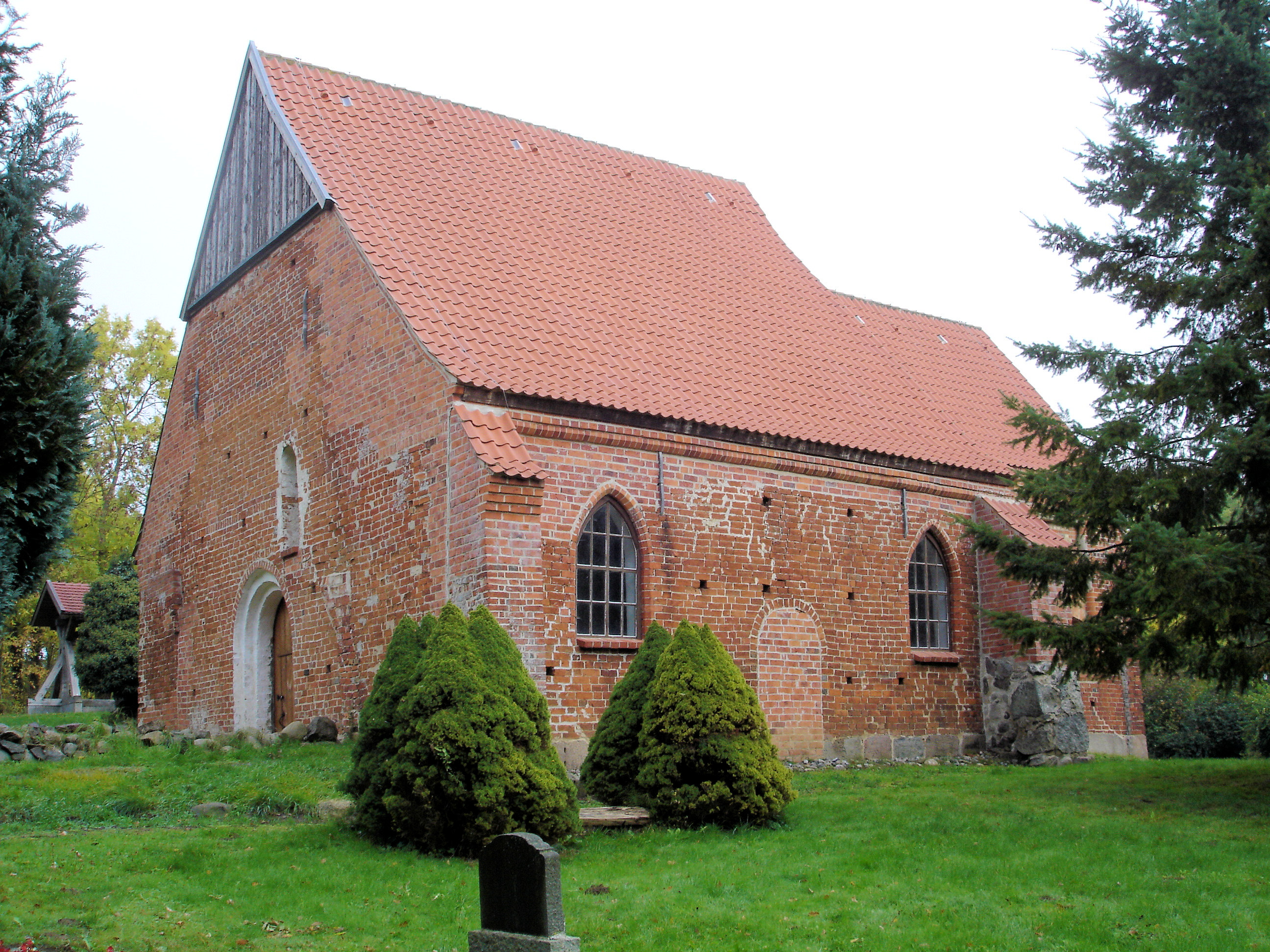
Dorfkirche Berendshagen
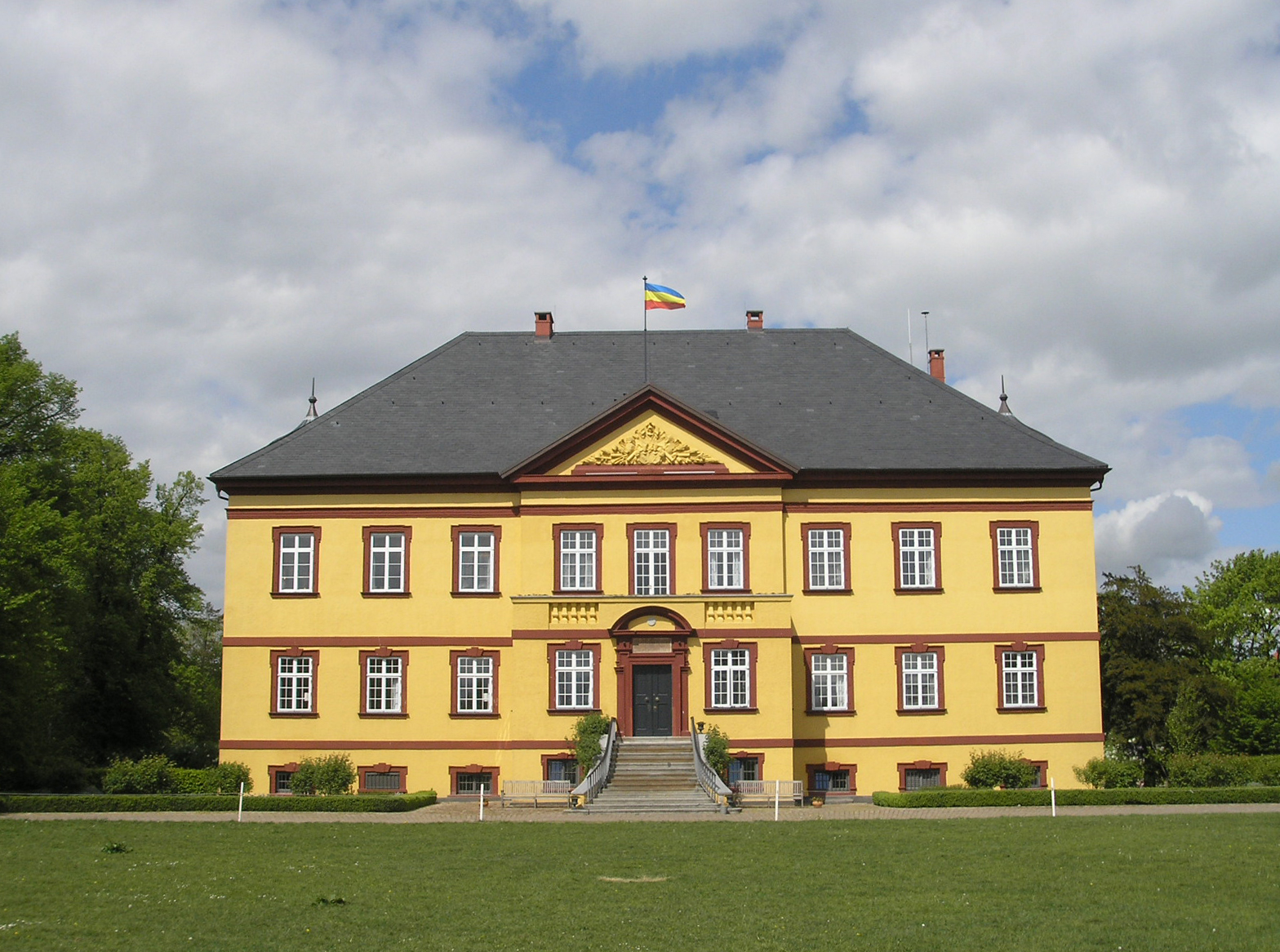
Gut Hohen Luckow

### Kultur
Seit 2008 besteht ein kleines Kino in der Kirchgemeinde als Teil des Landesverbandes Filmkommunikation Mecklenburg-Vorpommern mit regelmäßigem Programmkino-Programm und Filmgesprächen.

## Wirtschaft und Infrastruktur
Verkehr
Satow liegt an den Landesstraßen  10 (Wismar–Rostock) und L 11 (Kröpelin–Bützow). Die Bundesautobahn 20 (Wismar–Rostock) mit der Anschlussstelle Kröpelin liegt auf dem Gemeindegebiet.
Satow hat keinen Eisenbahnanschluss. Die Gemeinde liegt im Bereich (Tarifzonen 8–10) des Verkehrsverbundes Warnow (VVW) und ist durch das Busverkehrsunternehmen rebus Regionalbus Rostock GmbH mit mehreren Regionalbuslinien an Bad Doberan, Kröpelin und Rostock angeschlossen.

## Persönlichkeiten

### Söhne und Töchter der Gemeinde oder einem heutigen Ortsteil
- Jasper von Oertzen (1616–1657), Hofmarschall
- Joachim Friedrich Krüger (1788–1848), Senator der Hansestadt Lübeck, in Matersen geboren
- Heinrich Sellschopp (1903–1975), Ministerialbeamter
- Hans Rudolf Gestewitz (1921–1998), Militärmediziner
- Werner Godemann (1924–2010), Schauspieler

### Mit Satow verbundene Persönlichkeiten
- Johann Jacob Mussäus (1789–1839), Pfarrer in Bölkow
- Heinrich Vortisch (1804–1871), Pfarrer in Satow
- Luise Algenstaedt (1861–1947), Schriftstellerin, lebte zeitweise in Reinshagen